# Penichrolucanus hirohiro
Penichrolucanus hirohiro (лат.) — вид жуков из семейства рогачи, обитающий на индонезийском острове Сулавеси.

## Описание
Мелкие жуки (менее 1 см). Тело прямоугольное, сильно сжатое в дорсовентральном направлении; цвет красно-коричневый. От близких видов отличается следующими признаками: усики 8-члениковые (булава с 3 укрупненными члениками), фронтальный киль расположен посередине рядом с наличником; фронтальные туберкулы отсутствуют. Вид был впервые описан в 2001 году по материалам с острова Сулавеси (Индонезия). Близок к виду Penichrolucanus copricephalus.